# Estornell becblanc
L'estornell becblanc (Onychognathus albirostris) és una espècie d'ocell de la família dels estúrnids (Sturnidae). Es troba a Eritrea i Etiòpia. Habita els roquissars, matollars i boscos tropicals i subtropicals de frondoses humits de l'estatge montà. També frequenta els cursos d'aigua i les àrees urbanes El seu estat de conservació es considera de risc mínim.